# Comuna Hanîci, Teceu
Hanîci (în ucraineană Ганичі) este o comună în raionul Teceu, regiunea Transcarpatia, Ucraina, formată din satele Hanîci (reședința) și Solone.

## Demografie
Componența lingvistică a comunei Hanîci
     Ucraineană (98,41%)
     Rusă (1,13%)
     Alte limbi (0,4%)
Conform recensământului din 2001, majoritatea populației comunei Hanîci era vorbitoare de ucraineană (98,41%), existând în minoritate și vorbitori de rusă (1,13%).